# 구주물푸레나무

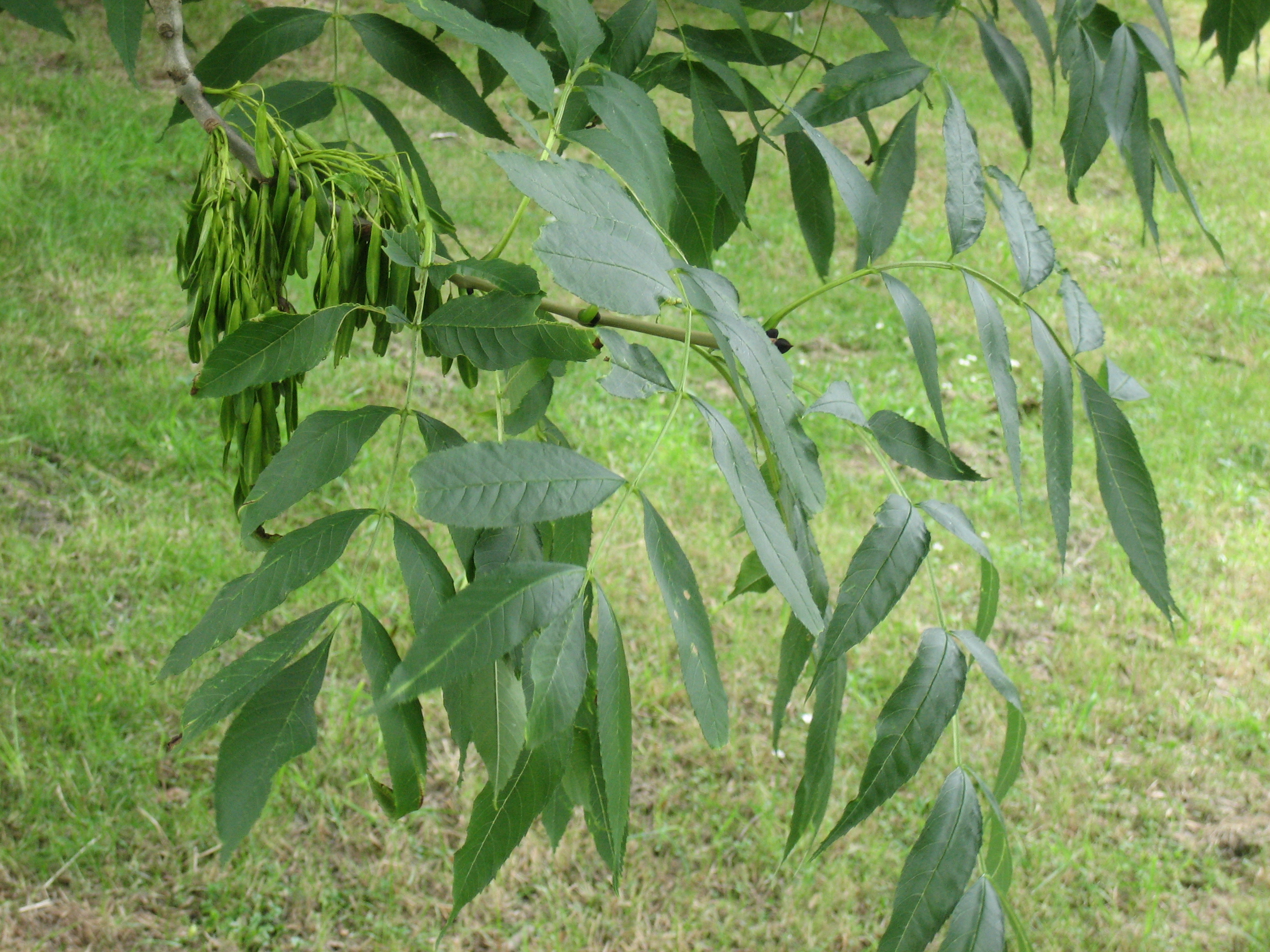
나뭇잎과 다 익지는 않은 열매.

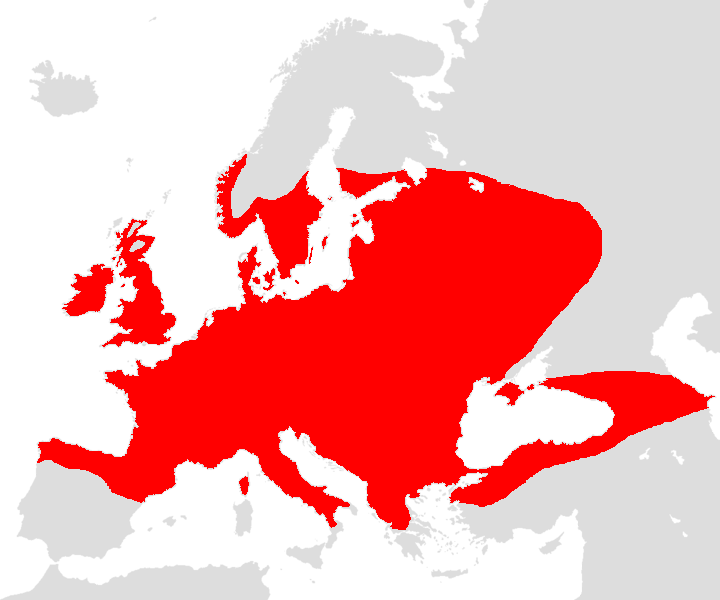
분포 범위.

구주물푸레(Fraxinus excelsior)는 스칸디나비아 북부와 이베리아반도 남부를 제외하고 유럽 대부분 지역에서부터 포르투갈과 러시아에 이르는 곳까지 분포하는 물푸레나무속에 속하는 종이다. 캅카스, 엘부르즈산맥 남쪽 터키 북부, 아시아 남서부에도 서식하는 것으로 알려져 있다.

## 개요
나무 길이로만 20~35 미터 (66~115 피트) 높이, 가지까지 뻗으면 최대 지름 2미터(6.6 피트) 높이로까지(예외적으로 3.5미터/11피트까지) 자라는 커다란 낙엽성 나무이다. 잎의 길이는 20~35 센티미터 (7.9~13.8 인치), 작은 잎의 경우 7~13 센티미터(늦가을에는 3~12 센티미터)에 이른다. 열매는 시과로 2.5~4.5 센티미터 (0.98~1.77 인치) 길이에 5~8 밀리미터 (0.20~0.31 인치) 너비에 이르며, 겨울 동안에 주로 다발로 매달려 있다.

## 재배품종
재배품종에는 다음을 포함한다:
- Fraxinus excelsior 'Aurea'[2]
- Fraxinus excelsior 'Aurea Pendula'
- Fraxinus excelsior 'Autumn Blaze'
- Fraxinus excelsior 'Autumn Purple'
- Fraxinus excelsior 'Crispa'
- Fraxinus excelsior 'Diversifolia'
- Fraxinus excelsior 'Erosa'
- Fraxinus excelsior 'Jaspidea'
- Fraxinus excelsior 'Monophylla'
- Fraxinus excelsior 'Nana'
- Fraxinus excelsior 'Pendula'
- Fraxinus excelsior 'Skyline'.